# BBC News

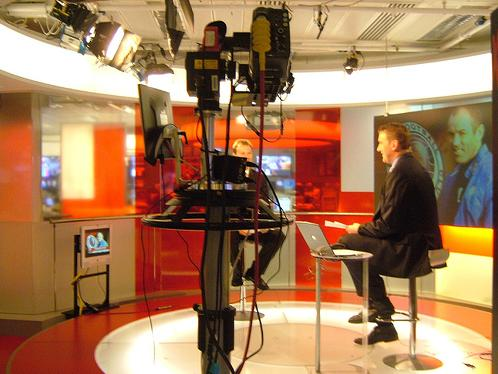
Estudis de BBC News a Londres

La BBC News and Current Affairs (abreujat: BBC NCA) és una de les principals divisions de la BBC. És l'entitat responsable de recollir i produir la informació d'actualitat per a les divisions informatives de televisió, ràdio i Internet de la BBC. Va començar a emetre el 1922 amb el nom de 2LO. Amb la voluntat d'evitar la competència, els editors de diaris van persuadir el govern de prohibir a la BBC emetre notícies abans de les 19:00 h. i obligar-la a utilitzar reproduccions de les agències de notícies en lloc d'informar per si mateixa.
Se la considera l'entitat que recopila més quantitat d'informació entre els mitjans de comunicació del món, amb més de 45.000 hores de material a l'any. La seva seu es troba a Londres, ocupant l'espai amb la BBC Television Centre.
A més de l'equip instal·lat al Regne Unit, manté 48 equips humans i més de 5.500 periodistes repartits per tot el món, a banda de les 50 oficines de notícies estrangeres on hi ha més de 250 corresponsals estrangers.